# James Magnussen
James Magnussen (n. 11 aprilie 1991, Port Macquarie, Noul Wales de Sud, Australia) este un înotător ce a reprezentat Australia, medaliat olimpic. A participat la 2 ediții ale Jocurilor Olimpice (2012, 2016) în care a câștigat două medalii de argint și două medalii de bronz.